# Волошка розлога
Воло́шка розло́га (Centaurea diffusa Lam.)  — рослина з роду волошка родини айстрових.

## Народні назви
Блават розлогий, верблюдка, жебрій, перекотиполе, харлай.

## Морфологія

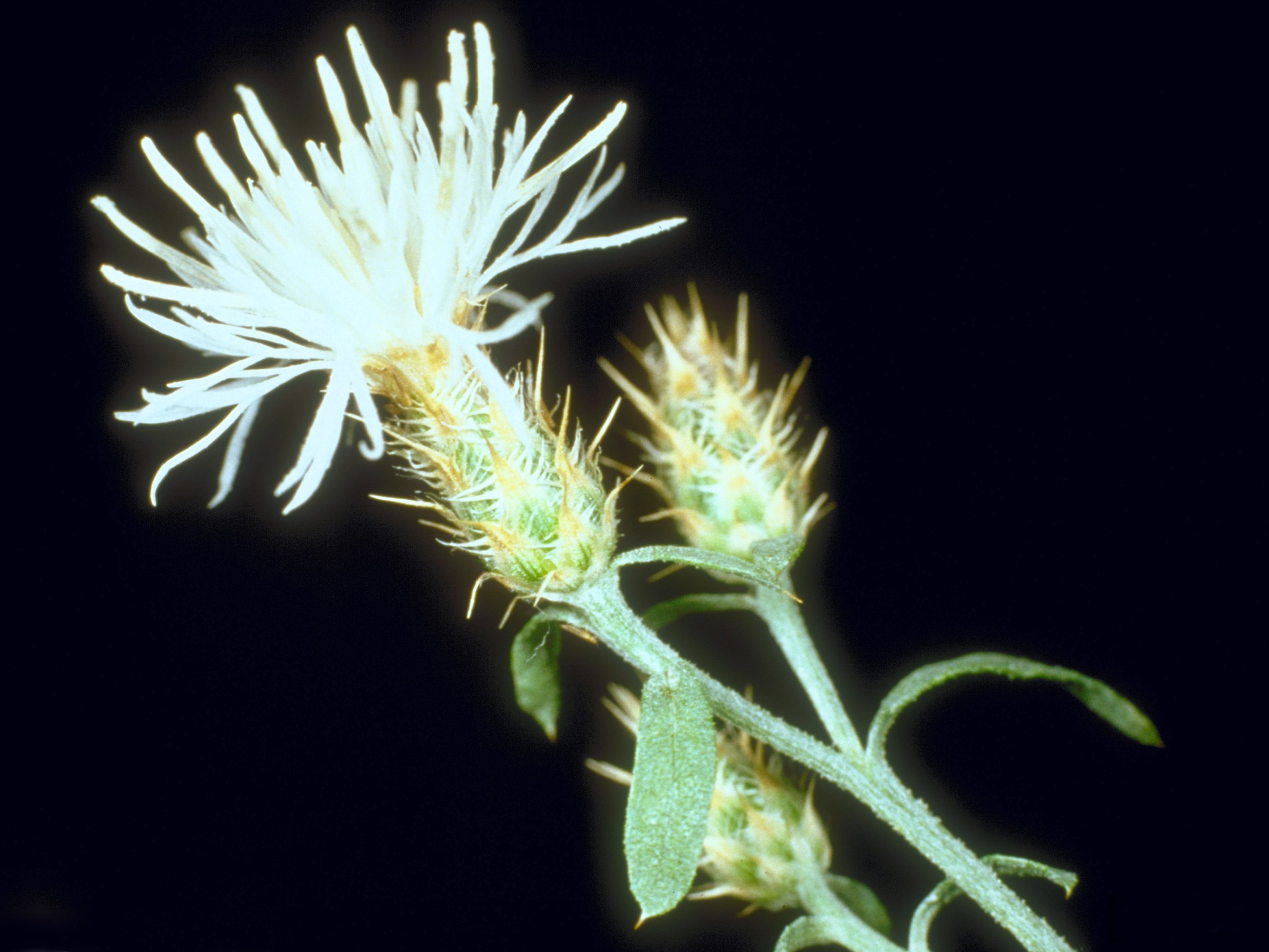
Суцвіття кошик волошки розлогої

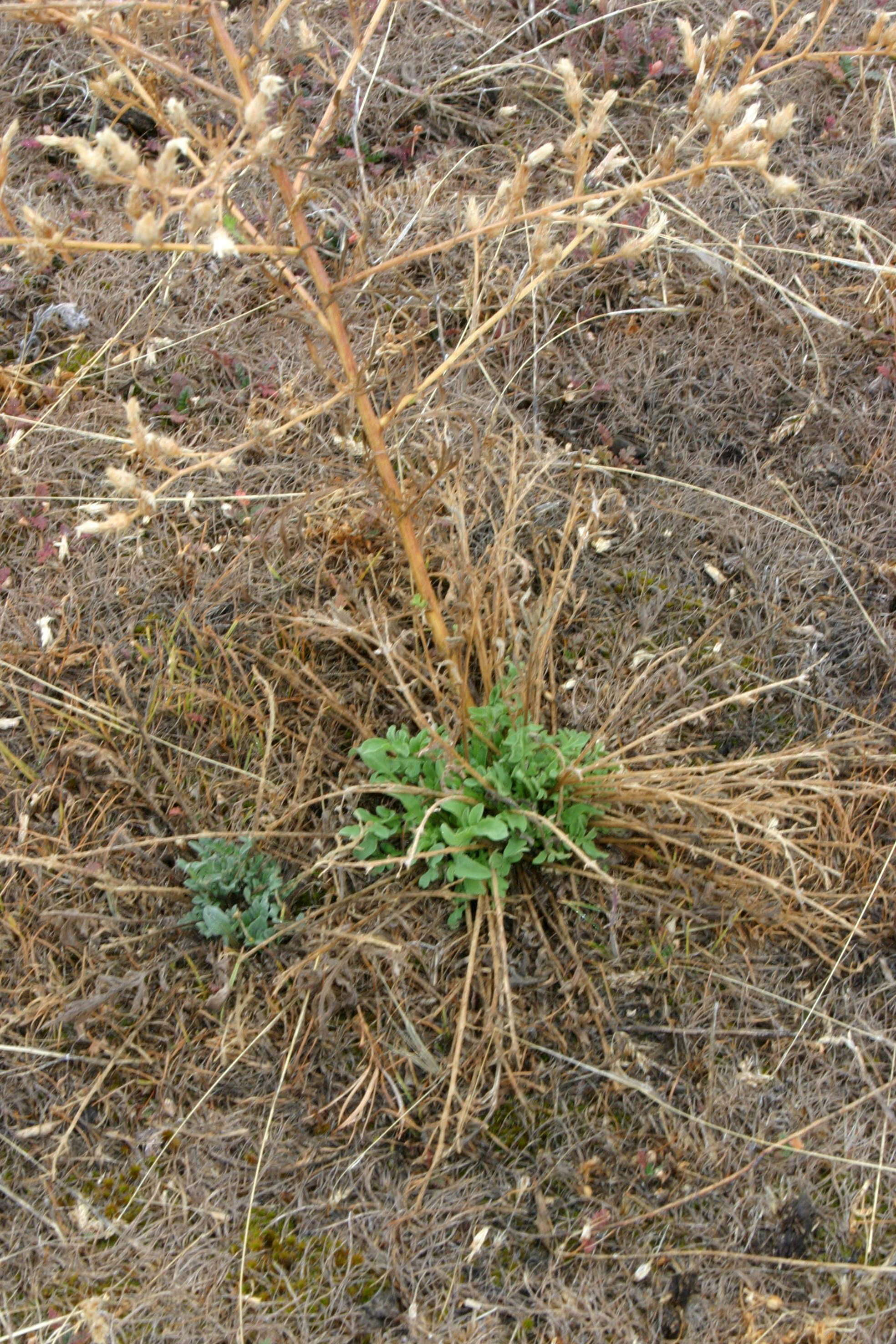
Відростання волошки розлогої восени після літньої дефоліації

Дворічна рослина, сірувато-зелена, шорстка, більш-менш павутиниста. Стебла висотою 15-20 см, прямостоячі, до основи розгалужені. Прикореневі і нижні стеблові листя черешкові, двічі перисторозсічені, на вузьколінійні, цільні, загострені частки; верхні листки сидячі, цільні. Кошики поодинокі, на кінцях численних гілочок різної довжини, утворюють розкидисте, волотисте суцвіття. Квіти від блідо-рожевих до білуватих або білих. Плоди — сім'янки буруваті зі злегка помітним чубчиком або без нього. Цвіте в липні — вересні. Плоди дозрівають в серпні — жовтні.

## Екологія
Росте на степових ділянках, кам'янистих схилах, приморських пісках. Бур'ян.

## Розповсюдження
Голарктичний степовий вид.

### Природнийареал
- Азія
  - Західна Азія: Туреччина)
  - Кавказ: Вірменія; Азербайджан; Грузія; Росія — Передкавказзя, Дагестан
- Європа
  - Східна Європа: Молдова; Україна (вкл. Крим)
  - Південно-Східна Європа: Болгарія; Греція; Північна Македонія; Румунія; Сербія

Зустрічається в Україні в усіх районах, крім північних.

### Ареалнатуралізації
- Азія
  - Сибір: Росія — Алтайський край, Красноярський край
- Європа
  - Середня Європа: Австрія; Німеччина; Угорщина; Польща; Швейцарія
  - Південно-Східна Європа: Італія; Словенія
  - Південно-Західна Європа: Франція; Іспанія
- Північна Америка
  - Субарктична Америка: Канада — Юкон
  - Східна Канада: Онтаріо, Квебек
  - Західна Канада: Альберта, Британська Колумбія, Саскачеван
  - Північний Схід США: Коннектикут, Індіана, Массачусетс, Мічиган, Нью-Гемпшир, Нью-Джерсі, Род-Айленд
  - Північний Центр США: Іллінойс, Айова, Міссурі, Небраска
  - Північний Захід США: Колорадо, Айдахо, Монтана, Орегон, Вашингтон, Вайомінг
  - Південний Схід США: Кентуккі, Теннессі
  - Південний Центр США: Нью-Мексико
  - Південний Захід США: Аризона, Каліфорнія, Невада, Юта
- Південна Америка: Аргентина

### Ареал адвентивності
- Європа
  - Північна Європа: Норвегія; Об'єднане Королівство
  - Середня Європа: Бельгія; Чехія; Словаччина
  - Східна Європа: Естонія; Латвія; Литва

## Запаси
Заготівлі можливі в Херсонській області та Криму.

## Хімічний склад
Не досліджений.

## Використання
Гарний медонос. Дуже посуховитривала рослина. Чим жаркіше і сушіше літо, тим більше нектаровиділення. Мед світлий, прозорий, з тонким ароматом, але гіркуватий на смак в перші два-три тижні.